# 공군 ISR국
공군 첩보, 감시 및 정찰국(영어: Air Force Intelligence, Surveillance and Reconnaissance Agency (AFISRA)), 줄여서 공군 ISR청은 2014년 9월 29일까지 텍사스주 랙랜드 공군기지에서 운영하였던 미국 공군의 군사정보 부문 현장운영청이다. 이후, 작전부대로서 공중전투사령부 예하 제25공군로 재편성되었다.

## 임무
첩보, 감시 정찰 (ISR) 자산  생산, 애플리케이션, 적합성, 자원, 사이버 및 지리공간 전력, 국가안보국 (NSA)과 중앙보안청 (CSS)를 근무암호화구성군으로서 암호학 활동에 대응하였다.

## 역사

### 미국 공군 보안근무대
1948년 10월 20일, 워싱턴 D.C.의 알링턴 홀 기지에서 보안근무대로서 창설되었다.

### 전자보안사령부
1979년 8월 1일에 보안근무대가 전자보안사령부(Electronic Security Command (ESC))로 개편되었다.

### 공군정보사령부
1991년 10월 1일, 전자보안사령부는 공군정보사령부(Air Force Intelligence Command (AFIC))로 개편되었다. 공군정보사령부는 공군 정보기능과 자원을 단일 사령부로 통합하여 설립하였다. 전자보안사령부와 오하이오주 라이트-패터슨 공군기지의 공군 해외기술원, 버지니아주 포트 벨보어의 항공특별활동센터, 공군정보청의 제대와 임무를 병합하였다.

### 공군첩보청
1993년 10월 1일, 공군첩보청(Air Intelligence Agency (AIA))으로 사령부에서 현장기관이 재편되었다. 인원을 파견하여 북대서양 조약 기구의 보스니아 전쟁과 코소보 전쟁에서의 작전을 지원하였다. 서남아시아에서 이라크 비행 금지구역 분쟁의 일부인 노턴 워치와 서던 워치 작전도 지원하였다.
2001년 2월에 테러와의 전쟁의 발발로 공중전투사령부에 인원을 배치하여 아프가니스탄 전쟁과 이라크 전쟁에서의 전투작전을 지원하였다.

### 공군 ISR청
2014년 7월 14일, 미국 공군 장관과 공군참모총장은 공군 ISR청을 제25공군으로 재편성한다고 발표하였다. 9월 29일에 제25공군으로 재편성되었다.

## 부대

### 공군 ISR청
공군 ISR청에는 폐지될 때까지 두개의 헌역 단, 1개 전대, 2개 센터가 할당되어 있었다.

#### Wings
- 제70ISR단 - 메릴랜드주 포트 조지 G. 미드
- 제480ISR단 - 버지니아주 랭글리 비행장

#### Groups
- 제361ISR전대 - 플로리다주 허버트 비행장

#### Centers
- 공군기술응용센터 - 플로리다주 패트릭 공군기지
- 국가 항공 및 우주 정보원 - 오하이오주 라이트-패터슨 공군기지

### 지원부대
AFISRA는 임무 관리와 신호첩보작전 지원을 위해 1개 서수 공군과 3개 단에 대응하였다.

#### 서수공군
- 제16공군 - 텍사스주 랙랜드 공군기지

#### Wings
- 제9정찰비행단 - 캘리포니아주 빌 공군기지
- 제55비행단 - 네브라스카주 오펏 공군기지
- 제432비행단 - 네바다주 크리치 공군기지

### 공군국가방위대
- 제102정보단 - 메사추세츠주 오티스 공군국가방위대기지
- 제181정보단 - 인디애나주 테레 호테 공군국가방위대기지
- 제184정보단 - 캔사스주 매코넬 공군기지

### 이전

#### Wings
- 제6900보안단 - 독일 란츠베르크 공군기지; 1954년 8월 1일 – 불명[3]
- 제6903전자보안전대 - 대한민국 오산 공군기지
- 제6910전자보안단 - 독일 린지 공군기지; 1981년 7월 1일 – 1988년 7월 15일[4]
- 제6910보안단 - 독일 다름슈타트; 불명 ~ 1970년 2월 1일
- 제690전자보안단 - 독일 서베를린; 1988년 7월 15일 ~ 1991년 6월 12일
- 제6913보안단 - 독일 브레머하펜; 불명 ~ 1968년
- 제6917보안단 - 이탈리아 산 비토 공군기지; 알 수 없음
- 제6920보안단 - 하와이주 휠러 공군기지; 1958년 11월 11일 ~ 불명[5]
- 제6920보안단 - 일본 미사와 공군기지; 1976년 2월 1일 – 1978년 10월 1일[6]
- 제6921보안단 - 일본 미사와 공군기지; 1962년 9월 1일 – 1976년 2월 1일[4][7]
- 제6922보안단 - 오키나와 카데나 공군기지, 필리핀 클라크 공군기지; 1963년 7월 1일 – 1973년 1월 28일[4][8]
- 제6933보안단 - 튀르키에 카라무르셀 비행장; 1 1963년 7월 1일 – 1970년 4월[9]
- 제6940공군기지단 (이후의 제6940전술훈련단 및 제6940보안단) - 텍사스주 굿펠로우 공군기지; 1958년 10월 1일 – 1978년 7월 1일[10]
- 제6940전자보안단 - 메릴랜드주 포트 미드; 1980년 2월 1일 – 1991년 10월 1일[11]
- 제6944보안단 - 네브라스카주 오펏 오펏 공군기지; 1974년 4월 1일 – 1979년 3월 1일[10]
- 제6948보안단 - 랙랜드 별관 – 텍사스주 켈리 공군기지
- 제6950보안단 - 영국 RAF 칙샌즈; 1963년 7월 1일 – 1970년 4월 1일[12]
- 제6960전자보안단 - 텍사스주 켈리 공군기지; 1980년 1월 1일 – 1986년 10월 1일[13]

#### Centers
- 제6901특수교신소 (공군특별교신소, 전자전센터, 공군정보전센터, 공군정보작전센터) - 텍사스주 랙랜드 공군기지; 1953년 78월 8일 ~ 2007년 5월 1일[14]

## 사진첩

방패 문장
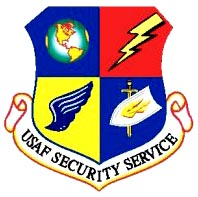
미국 공군 보안근무대
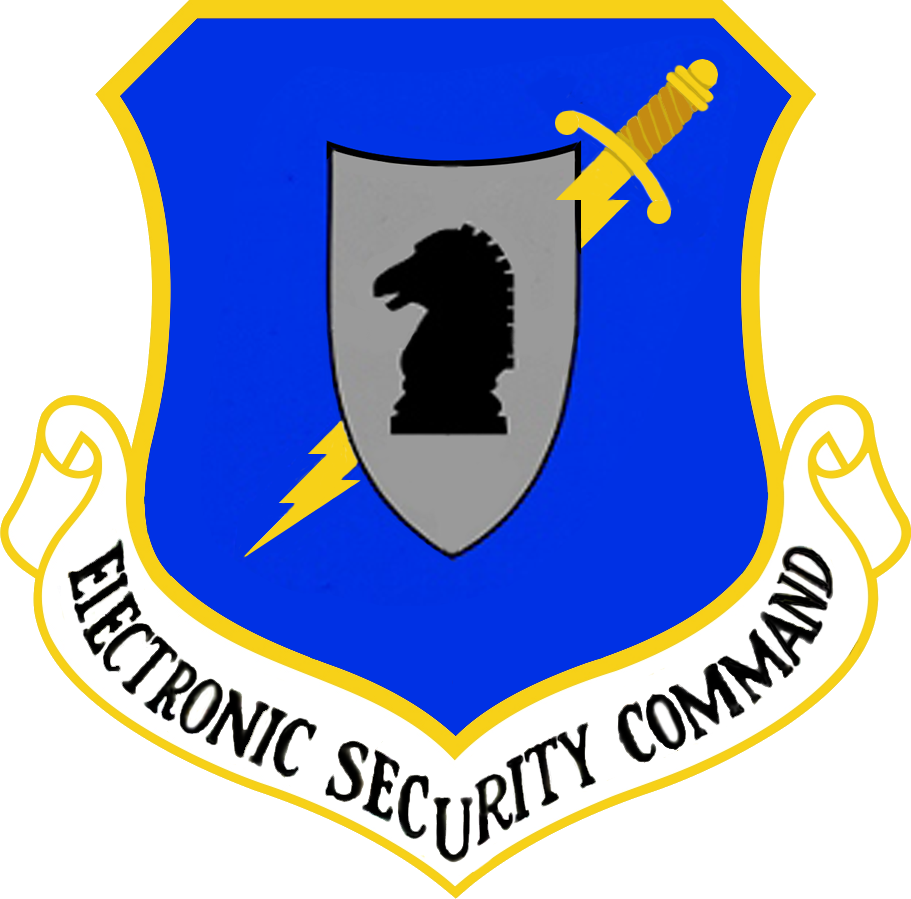
전자보안사령부의 방패 문장
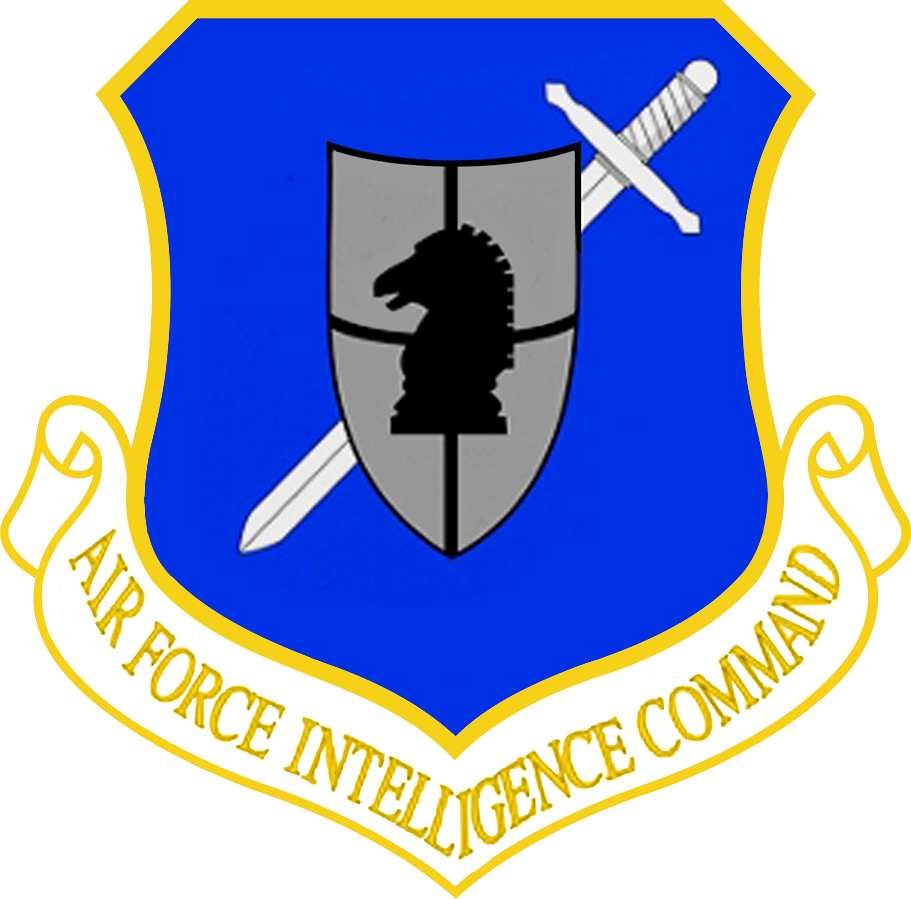
공군첩보사령부의 방패 문장
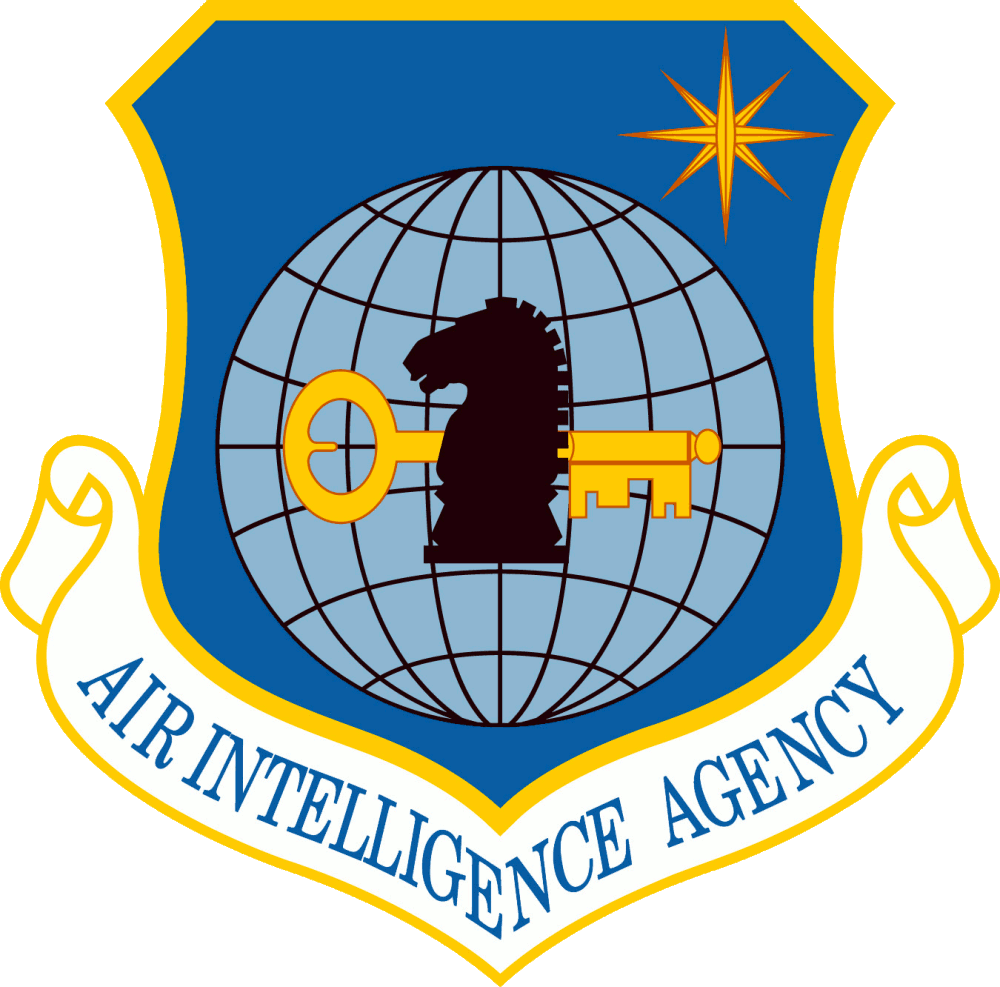
공군첩보청
공군 첩보, 감시 및 정찰국

공군첩보청의 작할부대의 방패 문장
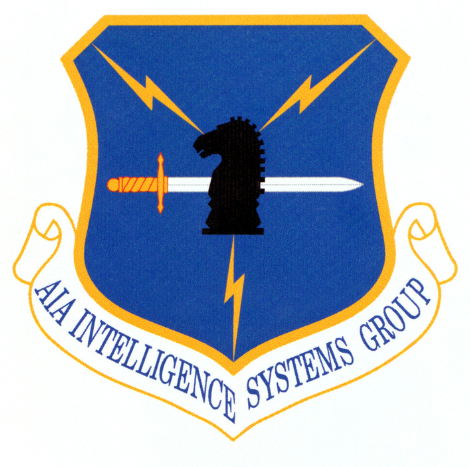
정보체계전대
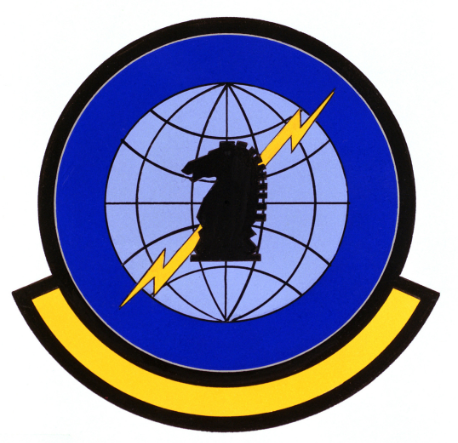
기술근무대대
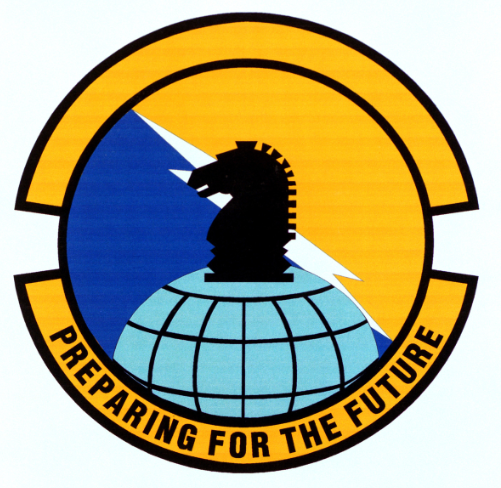
임무지원대대

## 기록

### 계보
- 1948년 10월 20일, United States Air Force Security Service→미국 공군 보안근무대로서 설립됨.

1948년 10월 26일, 주요사령부로서 조직됨.
1979년 8월 1일, 재편성됨: 전자Security Command→전자보안사령부.
1991년 10월 1일, 재편성됨: Air Force Intelligence Command→공군첩보사령부.
1993년 10월 1일, 재편성됨: Air Intelligence Agency→공군첩보청.
2007년 6월 8일, 재편성됨: Air Force Intelligence, Surveillance, and Reconnaissance Agency→공군 첩보, 감시, 및 정찰국.
2014년 10월 1일, Twenty-Fifth Air Force으로 재편성됨.
- 2019년 10월 11일, 해산함.

### 소속
1. 미국 공군 본부; 1948년 10월 26일
2. 공중전투사령부; 2001년 2월 1일
3. 미국 공군 본부; 8 2007년 6월 8일
4. 공중전투사령부; 2014년 9월 29일

### 기지
1. 알링턴 홀 - 워싱턴 D.C.; 1948년 10월 26일
2. 브룩스 공군기지 - 텍사스주 샌안토니오; 1949년 4월 18일
3. 켈리 공군기지 (현재 켈리 비행장 별관) - 텍사스주 샌안토니오; 1953년 8월 1일

## 같이 보기
- 국가정찰국
- 제25공군

## 참고
1. ↑  “Air Force Intelligence Command”. 《Air Force Historical Research Agency》 (미국 영어). 2024년 9월 2일에 확인함.
2. 1 2  “Factsheets: Air Force ISR Agency”. 2014년 2월 12일. 2014년 8월 11일에 원본 문서에서 보존된 문서. 2014년 7월 19일에 확인함.
3. ↑  Abstract, Oral History Interview with Lt. Gen. Richard P. Klocko. Retrieved 28 August 2012
4. 1 2 3  Fletcher, Harry R. (1993). 《공군기지s, Vol. II, Air Bases Outside the United States of America》 (PDF). Washington, DC: Center for Air Force History. ISBN 0-912799-53-6. 2016년 12월 20일에 원본 문서 (PDF)에서 보존된 문서. 2024년 6월 7일에 확인함.
5. ↑  “AFSS History” (영어). 6924th ESS, Wheeler AFB, Hawaii. 2014년 8월 19일에 원본 문서에서 보존된 문서. 2012년 9월 10일에 확인함.
6. ↑  Mission and Lineage and Honors of the 67th Network Warfare Group 보관됨 29 5월 2014 - 웨이백 머신. Retrieved 10 September 2012
7. ↑  Abstract, History of 6013th Operations Wing May 1952. Retrieved 9 September 2012
8. ↑  Abstract, History of 313th Air Div, Jul–Dec 1965. Retrieved 28 August 2012
9. ↑  American Military in Turkey. Retrieved 10 September 2012
10. 1 2  Mueller, Robert (1989). 《공군기지s, Vol. I, Active 공군기지s Within the United States of America on 17 September 1982》 (PDF). Washington, DC: Office of Air Force History. ISBN 0-912799-53-6.
11. ↑  “Lineage & Honors History of 6940th Electronic Security Wing” (PDF) (미국 영어). 2014년 8월 11일에 원본 문서 (PDF)에서 보존된 문서. 2012년 9월 10일에 확인함.
12. ↑  Willard, TSG Richard R. (1988) [1968]. 《Location of United States Military Units in the United Kingdom, 16 July 1948 – 31 December 1967》. USAF Air Station, South Ruislip, United Kingdom: Historical Division, Office of Information, Third Air Force. LCCN 68061579.
13. ↑  See Lineage and Honors History of 68th Network Warfare Squadron 보관됨 11 8월 2014 - 웨이백 머신. Retrieved 10 September 2012
14. ↑  Myers, Harold; Marshall, Gabriel (2009). 《USAFSS to AF ISR Agency, 1948–2009: A Brief History of the AF ISR Agency and its Predecessor Organizations》 (PDF) 5판. San Antonio, Texas: AF ISR Agency History Office. 2014년 7월 12일에 원본 문서 (PDF)에서 보존된 문서. 2014년 7월 20일에 확인함.